# Auslandsvertretung der österreichischen Sozialisten
Die Auslandsvertretung der österreichischen Sozialisten (AVOES) wurde Ende März 1938 als einzige von der Zweiten Internationale anerkannte Interessenvertretung der österreichischen Sozialdemokratie von Otto Bauer, Joseph Buttinger und Friedrich Adler gegründet. Mit den am 1. und 2. April 1938 in der Brüssler Deklaration festgelegten Grundsätzen ihrer Exilarbeit (Konzentration auf die Unterstützung einer gesamtdeutschen Revolution nach Hitler, Kooperationsverweigerung mit anderen österreichischen Exilgruppen) nahm die AVOES entscheidenden Einfluss auf die gesamte österreichische Exilpolitik, da sie die Bildung einer repräsentativen Auslandsvertretung bzw. Exilregierung verhinderte. Dies sollte sich in einem von der Teilung bedrohten Nachkriegsösterreich letztlich aber als vorteilhaft im Sinne der Wiedererlangung der vollen Souveränität des Landes erweisen.

## Geschichte der Organisation

### Gründung (1938)
Die Auslandsvertretung der österreichischen Sozialisten (AVOES) entstand aus der Zusammenlegung des Spitzengremiums der Revolutionären Sozialisten (R.S.) unter Joseph Buttinger mit dem Auslandsbüro der österreichischen Sozialdemokraten (ALÖS) unter Otto Bauer Ende März 1938 in Brüssel.
Die konstituierende Sitzung der AVOES fand vom 1. bis 2. April 1938 unter Führung von Joseph Buttinger statt. An ihr nahmen neben Buttinger und Otto Bauer die sozialdemokratischen Funktionäre Friedrich Adler, Otto Leichter, Oscar Pollak, Josef Podlipnig, Karl Hans Sailer und Manfred Ackermann teil. In dieser Sitzung wurden die Statuten und Ziele der Exilarbeit der Organisation festgelegt und einstimmig beschlossen. Die Grundzüge der Exilarbeit wurden als Brüssler Deklaration (auch Brüssler Manifest oder Brüssler Beschluss genannt) publiziert. Diese Deklaration erfuhr am 3. November 1938 eine Ergänzung durch die, Kriegsdeklaration der AVOES'.
Die AVOES war eine reine Kaderpartei, der nur Personen angehören konnten, die vor 1938 bei den R.S. bzw. bei der Sozialdemokratischen Arbeiterpartei (SDAP) als Funktionäre tätig waren. Die Mitgliederzahl schwankte, blieb aber immer unter der Zahl 15. Ihr Sitz war Brüssel (1938), dann Paris (1939/1940), kurze Zeit Montauban (Südfrankreich) und dann New York. Das von Oscar Pollak geführte London Bureau of the Austrian Socialists kann als Zweigstelle der AVOES angesehen werden. Die Autorität der AVOES beruhte auf der Anerkennung als Vertreter der österreichischen Sozialdemokraten durch die Zweite Internationale und die Mitgliedschaft Otto Bauers und Friedrich Adlers, der als Generalsekretär dieser Internationale tätig war.

### Brüsseler Deklaration
Da die Sitzungsprotokolle der französischen Exilperiode der AVOES gemeinsam mit der einschlägigen Korrespondenz verloren gingen, lässt sich der Inhalt des Manifestes lediglich aus den Publikationen der AVOES rekonstruieren. Die Grundzüge:
- Das Ziel der AVOES ist nicht der Kampf bzw. die Förderung des Kampfes gegen Hitler, sondern die Förderung einer Revolution nach Hitler,

- „ein antifaschistischer Krieg zur Verteidigung bzw. zur Wiedererrichtung der geschlagenen Demokratien ist ausgeschlossen“.[2]

- Die erhoffte Revolution darf nicht von außen verordnet werden, sie muss als autarke Bewegung aus dem Land selbst hervorgehen. Um dieser Revolution eine entsprechende Durchschlagskraft zu verleihen, muss sie im gesamtdeutschen Rahmen erfolgen, der Anschluss ist also nicht rückgängig zu machen.

Dazu äußerte sich auch Otto Bauer:

„„Die Sozialisten […] haben […] in Brüssel festgestellt, dass das österreichische Volk nicht durch Losreißung vom Reiche, sondern nur durch die gesamtdeutsche Revolution gegen den deutschen Faschismus befreit werden könne. Sie habe der irredentistisch-separatistischen Losung der besiegten Vaterländischen die gesamtdeutsch-revolutionäre Lösung gegenüberzustellen““

- Wichtigste Aufgabe der Auslandsvertretung ist es, der revolutionären Bewegung im Lande einen maximalen Handlungsspielraum und auch außenpolitisch günstige Rahmenbedingungen zu schaffen, also vor allem die Bildung von repräsentativen nationalen Auslandsvertretungen bzw. Auslandsregierungen zu verhindern und zur Vermeidung von Abhängigkeiten auch nicht mit Gastländern zu kooperieren.

Wenn im Zusammenhang mit dem Manifest in den zeitgenössischen Publikationen dennoch immer wieder die aktive Kampfführung gegen den Hitler-Faschismus bzw. die tatkräftige Unterstützung eines solchen Kampfes propagiert wird, so findet dies in der Praxis keinen niederschlag. Auch in den Protokollen der AVOES, des ALC und des London Bureau finden sich keine Hinweise auf Versuche, einen Widerstand im Land zu initiieren bzw. zu unterstützen oder auch nur Kontakte nach Österreich herzustellen. Der Kampf gegen das Hitlerregime erschöpfte sich -ganz im Sinne der Deklaration- in dessen Verurteilung und allgemein gehaltenen Aufrufen zu dessen Zerschlagung. Man hatte zwar im Manifest nicht jegliche aktive Teilnahme am antifaschistischen Kampf ausgeschlossen, machte sie jedoch von Bedingungen abhängig, die von den Gastländern kaum akzeptabel waren (volle Propagandafreiheit auch im Rundfunk, Indoktrination der Gefangenen etc.)Buttinger wird diese Abstinenz in seinem Buch damit begründen, dass die Fortsetzung des Kampfes der Revolutionären Sozialisten im Lande ein „aussichtsloses, selbstmörderisches Abenteuer“ gewesen wäre. Er hatte daher das dreimonatige Aktions-Moratorium, das er vor seinem Abgang ins Ausland über die Parteiorganisation vor Ort verhängt hatte, niemals aufgehoben.
Die Bedeutung der Brüssler Deklaration liegt letztlich in der Tatsache, dass sie bis Kriegsende Leitlinie für die Politik des sozialistischen Exils blieb und entscheidend dafür war, dass es zu keiner Bildung einer repräsentativen österreichischen Auslandsvertretung kam.

### Französisches Exil (1938–1940)
Im Mai 1938 verlegt die AVOES ihren Sitz von Brüssel nach Paris und nimmt dort mit jenen (wenigen) Organisationen Kontakt auf, mit denen man kooperieren will. Mit den Vertretern der österreichischen Kommunisten (KPÖ) einigt man sich am 13. Mai 1938 auf die fallweise Zusammenarbeit im publizistischen Bereich. Diese sehr lose Kooperation findet allerdings mit der Wiederaufnahme des Kampfes der KOMINTERN gegen die internationale Sozialdemokratie knapp nach Kriegsbeginn ihr Ende. Ebenfalls unbefriedigend verlaufen die Verhandlungen bezüglich einer engen Zusammenarbeit mit den deutschen Sozialisten. Ein „Kartellantrag“ der AVOES, den man gemeinsam mit der (deutschen) Gruppierung Neu Beginnen und der (deutschen) Sozialistischen Arbeiterpartei (SAP) an die Sozialdemokratische Partei Deutschlands (SOPADE) richtet, wird zurückgewiesen. Die SOPADE argumentiert als einzige anerkannte Vertretung der zerstrittenen deutschen Sozialdemokraten, dass mit der gleichfalls von der Zweiten Internationale anerkannten AVOES bereits ein Kartellverhältnis bestehe und ein Kartell mit den beiden anderen Parteien lediglich die Zersplitterung der deutschen Sozialdemokraten institutionalisieren würde. Nach einem weiteren gemeinsamen, erneut vergeblichen Vorstoß im Oktober 1938 wird dieses Projekt aufgegeben.
Spätestens nach Ausbruch des Krieges wird der Masse der AVOES-Mitglieder das Korsett, das man sich mit der Brüssler Deklaration geschnürt hat zu eng. Das Bestreben geht in Richtung mehr Öffentlichkeitsarbeit und Kooperation mit den Gastländern zumindest in organisatorischen Fragen und Engagement im Kampf gegen Hitler. Diese Bestrebungen finden vor allem in Julius Deutsch, der im Juni 1938 von Spanien aus zum Exil stößt, einen prominenten Sprecher. Als diese Intentionen von Buttinger mit Hilfe Adlers und Bauers abgeblockt werden, nehmen die Spannungen innerhalb der AVOES immer wieder einen ernsten Charakter an, was ohne Zweifel zum raschen und frühen Tod Otto Bauers im Juli 1938 beigetragen hat. Bauers Ableben führt zu einer Verschiebung der Machtverhältnissen innerhalb der Organisation. Dem als Sekretär der Zweiten Internationale voll ausgelasteten Friedrich Adler, der nun die Parteigelder allein verwaltet, fällt jetzt auch allein die Schiedsrichterfunktion zu, was ihn zur eigentlichen Entscheidungsinstanz in der AVOES macht. Er wird diese Funktion mehr unfreiwillig als freiwillig ungeachtet aller Organisations- und Funktionsänderungen sowie Rücktritte bis Kriegsende wahrnehmen. Als überzeugter Befürworter der Brüssler Deklaration und der Kriegsdeklaration, zu denen auch Buttinger und dessen Vertraute Podlipnig, Hubeny und der „kleine“ Otto Bauer zählen, hält er kraft seiner Autorität und seiner uneingeschränkten finanziellen Verfügungsgewalt über die Parteigelder auch die, kollaborationswilligeren' AVOES-Funktionäre zumindest faktisch bis zuletzt auf dem Brüssler Anti-Kooperationskurs.
Nach Kriegsbeginn verschärfen sich die Spannungen innerhalb der AVOES erneut, vor allem als sich die Führung der AVOES weigert, auch an einer rein organisatorischen Zusammenfassung aller österreichischen Exilanten mitzuwirken. Frankreich reagiert mit der zeitweiligen Internierung aller Österreicher. Im Zuge des deutschen Vormarsches in Frankreich sieht sich die AVOES gezwungen ihren Sitz von Paris nach Südfrankreich (Montauban) zu verlegen.

### Exilarbeit in New York und London (1940–1942)
Vor bzw. nach dem deutschen Sieg in Frankreich verließen die AVOES-Funktionäre Frankreich und setzten in New York und London ihre Tätigkeit fort. Die Masse etablierte sich in den Vereinigten Staaten (New York). In London, dem eigentlichen politischen Zentrum des österreichischen Exils, vertraten Oscar Pollak und Karl Czernetz die Interessen der AVOES. In Schweden wurde Karl Heinz tätig, der mit dem London Bureau kooperiert. Nach seinem Abgang wird der junge Bruno Kreisky die Führung der Geschäfte übernehmen. Sein Eintreten für ein unabhängiges Österreich und für die Kooperation im Kampf gegen Hitler blieb jedoch außerhalb Schwedens ohne Einfluss auf die sozialdemokratische Exilpolitik.

#### New York
Unter dem Eindruck der vernichtenden Niederlage der europäischen Sozialdemokratie, der permanenten Auseinandersetzungen mit der Mehrheit der AVOES-Mitglieder und der Abhängigkeit von der Unterstützung durch Friedrich Adler planten Buttinger und Podlipnig bereits Mitte 1940 die AVOES zu verlassen. Podlipnig setzte diesen Schritt mit Eintreffen in den USA. Buttinger, Hubeny und der „kleine“ Otto Bauer folgten ihm erst im Dezember 1941. Friedrich Adler wollte nach Buttingers Abgang die Auslandsvertretung auflösen. Mitten in die Debatte über dieses Thema platzte jedoch die Nachricht vom japanischen Angriff auf Pearl Harbor, der wenig später die Nachricht von der Kriegserklärung Deutschlands an die USA folgte. Da sich durch diese Ereignisse der Status der österreichischen Exilanten entscheidend änderte und eine Vertretung zur Wahrung der Interessen der Sozialdemokraten in den USA wichtiger als je erschien, wurde zwar die AVOES wie vereinbart aufgelöst, aber mit dem Austrian Labor Committee (ALC) eine neue Interessenvertretung gegründet.

#### London
Von Kriegsbeginn bis Ende 1940 stand die Exilpolitik in Großbritannien unter dem Eindruck der Invasionsfurcht der Briten und den daraus resultierenden Internierungen der Exilanten aus den Feindländern. Nach Ende der unmittelbaren Invasionsgefahr entwickelte sich London rasch zum eigentlichen Zentrum der österreichischen Exilpolitik. Ende 1941 schlossen sich elf Organisationen der Exilösterreicher zu einer von (getarnten) Kommunisten geführten Arbeitsgemeinschaft unter dem Titel Free Austrian Movement (FAM) zusammen. Im Sinne der Brüssler Deklaration weigerten sich die AVOES-Funktionäre Oscar Pollak und Karl Czernetz mit ihrem im April 1941 gegründeten London Bureau, das in den Statuten als „Parteigeschäftsstelle“ bezeichnet wird, dem FAM beizutreten. Mit dem deutschen Überfall auf die Sowjetunion und deren Schwenk zur Kooperation mit dem Westen wurde der Druck auf das London Bureau zur Kooperation mit dem FAM stärker. Als man weiterhin jede Zusammenarbeit ablehnte, kam es zum Exodus der Masse der Mitglieder des Austrian Labor Clubs, der Mitgliederorganisation des London Bureau. Kritisch wird die Situation für das London Bureau mit der Moskauer Deklaration vom 31. Oktober 1943, in der sich die Alliierten auf die von der AVOES stets abgelehnte Wiedererrichtung eines souveränen österreichischen Staates festlegten. Angesichts der Gefahr nun endgültig ins politische Abseits gedrückt zu werden sprang das London Bureau über seinen Schatten und gründete am 3. November 1943 eine Österreichische Vertretungskörperschaft (Austrian Representative Committee) als Sammelbecken „aller Kräfte des österreichischen Volkes“, die an der Errichtung einer „unabhängigen, wahrhaft demokratischen österreichischen Republik“ mitwirken wollen. Damit kam Pollak der Gründung eines Österreichischen Nationalkomitees durch das FAM zuvor. Da Pollak klar war, dass seine mitgliederschwache, kaum repräsentative Organisation keineswegs mit Unterstützung durch das ungleich stärkere FAM und einer Anerkennung durch die Alliierten rechnen konnte, handelte er de facto dennoch im Sinne der kooperationsfeindlichen Brüssler Deklaration, was selbst Adler nach anfänglicher Kritik anerkennende Worte finden ließ.

### Auflösung der AVOES und die Gründung des ALC (1942)
Das Statut lehnt sich eng an jenes der AVOES an, basiert also weiterhin auf der Brüssler Deklaration. Obwohl das ALC nicht als Nachfolgeorganisation der AVOES deklariert wurde, wird die neue Organisation aufgrund der Führung bzw. der Teilnahme Friedrich Adlers dennoch als einzige international anerkannte Auslandsvertretung der österreichischen Sozialisten gewertet. Dadurch gelingt es dem ALC in den USA alle Zusammenschlüsse der österreichischen Exilorganisationen zu einer repräsentativen und von den Alliierten oder zumindest von den USA und Großbritannien anerkannten Auslandsvertretung zu unterbinden und auch die Aufstellung eines von Otto Habsburg initiierten österreichischen Kampfbataillons unter US-Flagge zu verhindern.

## Analyse und Auswirkungen
Das Brüssler Manifest stellte keinen politischen Bruch, sondern die kompromisslose Zuspitzung der Politik des Austromarxismus Otto Bauers dar. Überzeugt vom nahen und unausweichlichen Zusammenbruch des Kapitalismus setzte man alles auf die revolutionäre Karte nach Hitler.
Der gedankliche Fehler: Hitler konnte dank seines Rückhaltes in der Bevölkerung und seines Repressionsinstrumentariums nur aufgrund verfehlter Außenpolitik und im Rahmen eines Krieges gestürzt werden. Im Zuge eines solchen Sturzes war jedoch nicht zu erwarten, dass die potentiellen Sieger einer autonomen Revolution (Bürgerkrieg) tatenlos zusehen würden.
Das Fehlen einer von den Funktionären der AVOES verhinderten österreichischen Auslandsvertretung bzw. Exilregierung sollte sich letztlich aber doch positiv im Sinne der Souveränität des Landes auswirken. Die Sowjets versuchten nämlich das politische Vakuum, das durch eine fehlende Exilregierung bzw. Auslandsvertretung der Österreicher entstanden war noch vor Kriegsende durch eine ihnen genehme Regierung zu füllen, wobei sie auf die vor Ort verbliebenen Sozialdemokraten setzen. Von ihnen versprach man sich mehr Kooperationsbereitschaft, als von jenen im Exil. Doch auch Karl Renner, den man gegen den Willen der Westalliierten und der KPÖ bereits im April 1945 mit der Bildung einer provisorischen Regierung beauftragt hatte, enttäuschte. Er war nämlich weder vor, noch nach den Novemberwahlen 1945 zu einer Volksfront mit den Kommunisten zu bewegen. Darüber hinaus formierte sich die alte Wählerschaft des Landbundes und der Christlichsozialen Partei erstaunlich rasch zur stimmenstarken ÖVP, der in den ersten freien Wahlen nach Kriegsende die absolute Mandatsmehrheit zufiel. Moskau sah sich nun genötigt, eine Konzentrationsregierung anzuerkennen, die nicht wie erwartet von den Funktionären einer Volksfront, sondern von Bürgerlichen geführt wurde. Damit war die Basis für den „Sonderfall“ Österreich gelegt, der dem Land bereits im Jahre 1955 die volle Souveränität bringen sollte.